# Прутівка (Житомирський район)
Пру́тівка (колишня назва Прутовка, Протовка)— село в Україні, у Житомирському районі Житомирської області. Входить до складу Романівської селищної громади. Населення становить 144 особи.

## Історія
Буда Протовка (пол. Buda Protówka) —  німецька колонія, що також мала назву Нойхайм (нім. Neuheim).
Назву Буда (а так називали підприємства) Протовка отримала ймовірно за ім’ям Прота Потоцького, який наприкінці XVIII століття володів Чудівським графством.
На початку XIX століття Протовка у володінні Тадеуша Бущинського, який в 1817 році будує тут греко-католицьку каплицю, що згодом стане церквою Стрітення Господнього, яка була приписана до церкви в селі Стрибіж. 
У 1818 році Протовку успадкував Вінцентій Бущинський. 
На 1860 рік у володінні пана Подольського.
У 1884 році православний прихід церкви налічував 24 двори, 193 жителя. 
У 1906 році Протівка, село Пулинської волості Житомирського повіту Волинської губернії. Відстань від повітового міста 50 верст, від волості 27. Дворів 35, мешканців 344.
На 1913 рік тут розміщувалась поштова станція, сільське однокласне училище, німецька початкова школа, земська лікарня, аптека, трактир та декілька бакалійних лавок. Окрім того, працювала мануфактура Стариковських. В кінці місяця у селі проводились ярмарки.
З 9 липня 2020 року село належить до Житомирського району.